# آروینگارنا
آروینگارنا (به انگلیسی: Arvingarna) گروه موسیقی سوئدی است.
آن ها نماینده سوئد در مسابقه آواز یوروویژن ۱۹۹۳ بودند.